# 14513 Alicelindner
14513 Alicelindner este un asteroid din centura principală de asteroizi.

## Descriere
14513 Alicelindner este un asteroid din centura principală de asteroizi. A fost descoperit pe 15 aprilie 1996 la Observatorul La Silla de Eric Walter Elst. Asteroidul prezintă o orbită caracterizată de o semiaxă mare de 2,65 ua, o excentricitate de 0,06 și o înclinație de 4,4° în raport cu ecliptica.